# Somogyszil
Somogyszil es un pueblo ubicado en el distrito de Kaposvár, en el condado de Somogy, Hungría.

## Superficie
Posee una superficie de 38,46 kilómetros cuadrados.

## Demografía
Hasta 2019 la población era de 713 habitantes, con una densidad de población de 18,54 habitantes por kilómetro cuadrado.